# Rondonocera melanochrysa
Rondonocera melanochrysa är en tvåvingeart som beskrevs av Therezinha Pimentel och Pujol-luz 2001. Rondonocera melanochrysa ingår i släktet Rondonocera och familjen vapenflugor. Inga underarter finns listade i Catalogue of Life.